# Linda García
Linda Margarita García Martinez es  una presentadora de televisión y locutora dominicana. Actualmente reside y trabaja en Santo Domingo.

## Carrera
Inició su carrera en febrero del 2001 como co- conductora del programa de televisión “El Gordo de la semana” junto al maestro de la comunicación dominicana, Freddy Beras-Goico. Formó parte de los equipos que conformaron los reality shows de Caminantes por la Vida: Misión Iguazú (2008) y Misión Patagonia (2009) desde las cataratas de Iguazú y la Patagonia Argentina. Producidos por Endemol Argentina para Antena Latina. Ha conducido exitosos programas como Sin Filtro en Antena Latina, Perdone la Hora, Que Viva el Merengue con Jatnna Tavárez, 9x9 Roberto, Más Roberto, Con Jatnna  y Solo para Mujeres (radio). Realizó la conducción durante cuatro años consecutivos de Miss Mundo Dominicana, así como coberturas especiales del concurso Miss World desde Sanya China para Antena Latina. Fue presentadora de los especiales de tv del Miami Fashion Week y Buenos Aires Fashion Week para Antena Latina, en República Dominicana. Presentadora principal de La Alfombra Roja de los Premios Casandra 2009 junto al reconocido comediante dominicano Fausto Mata. En radio condujo sus propios programas: Media Naranja y Solo Hits. Además, se ha desempeñado como Maestra de Ceremonias para eventos de importantes empresas. Como actriz, participó en la telenovela "Condesa por Amor" como Lorena. Y en la obra teatral "Me dejó por Nueva York" (Laura) con un papel protagónico. Desde el 2008 es la cara de las menciones publicitarias dentro de la programación de Telemicro y Digital 15. Desde 2012 es coconductora del programa dominical "Con Jatnna" transmitido por Color Vision y en la radio en "Solo para Mujeres" junto a Zoila Luna.

## Televisión

### Programas de TV
| El Gordo de la Semana | 2001      | Copresentadora        | Telecentro (13)   |
| Noticias RNN          | 2002      | Anchor y Espectáculos | RNN (27)          |
| Sin Filtro            | 2004      | Presentadora          | Antena Latina (7) |
| Perdone la Hora       | 2007      | Presentadora          | Color Visión (9)  |
| 9x9 Roberto           | 2008-2010 | Presentadora          | Color Visión (9)  |
| Más Roberto           | 2010      | Presentadora          | Telesistema (11)  |
| Con Jatnna            | 2012-     | Copresentadora        | Color Visión (9)  |

### Especiales de TV
| Cobertura Especial Miss World desde Sanya, China    | 2006             | Antena Latina (7) |
| Coconducción Certamen Miss Mundo Dominicana         | 2005             | Color Visión (9)  |
| Conducción Principal Certamen Miss Mundo Dominicana | 2006, 2007, 2008 | Antena Latina (7) |
| Cobertura Especial Miss World desde Sanya, China    | 2008             | Antena Latina (7) |
| Buenos Aires Fashion Week                           | 2009             | Antena Latina (7) |
| Miami Fashion Week                                  | 2009             | Antena Latina (7) |
| Miss Universo Nuestra Historia (producción)         | 2009             | Antena Latina (7) |
| Rumbo al Casandra                                   | 2009             | Telemicro (5)     |
| Alfombra Roja Premios Casandra 2009                 | 2009             | Telemicro (5)     |
| Ni Santas Ni Pecadoras (producción)                 | 2009             | Digital 15        |

### Reality Shows
| Que Viva el Merengue             | 2008             | Presentadora Exteriores  | Color Visión (9)  |
| Buscando a Miss Mundo Dominicana | 2005             | Copresentadora           | Antena Latina (7) |
| Buscando a Miss Mundo Dominicana | 2006, 2007, 2008 | Presentadora             | Antena Latina (7) |
| Misión Iguazú                    | 2008             | Participante (Finalista) | Antena Latina (7) |
| Misión Patagonia                 | 2009             | Participante             | Antena Latina (7) |

## Radio
| Solo para Mujeres | 2006-2017 | Zol FM 106.5 |
| Media Naranja     | 2009      | Studio 88.5  |
| Solo Hits         | 2009      | Studio 88.5  |

## Actuación
| Paraíso (TVE)                                | 2002 | Serie TV   |
| Me Dejó por Nueva York (Laura - Protagónico) | 2010 | Teatro     |
| Condesa por Amor (Venevisión) (Lorena)       | 2009 | Telenovela |

## Enlaces
1. http://www.ensegundos.net/2011/09/29/linda-garcia-entrar-a-la-tv-es-facil-lo-dificil-es-permanecer-en-ella/ (enlace roto disponible en Internet Archive; véase el historial, la primera versión y la última).
2. http://2musicaymas.blogspot.com/2010/06/linda-garcia-fue-dificil-decidir-entre.html
3. http://www.youtube.com/watch?v=18maSpZkZu8
4. http://carrosemotosbr.com/venda-de-carros/watch-video/5OU0wxmMeOo/19cachicha/entrevista-a-francisco-vásquez-junto-a-su-hijas-con-linda-garcia-en-con-jatnna.html (enlace roto disponible en Internet Archive; véase el historial, la primera versión y la última).